# San Félix de Cantalicio en Centocelle (título cardenalicio)
San Félix de Cantalicio en Centocelle es un título cardenalicio de la Iglesia Católica. Fue instituido por el papa Pablo VI en 1969. La iglesia en la que radica esta regida por la Orden de los Hermanos Menores Capuchinos.

## Titulares
- Stephen Kim Sou-hwan (28 de abril de 1969 - 16 de febrero de 2009)
- Vacante (2009 - 2012)
- Luis Antonio Tagle (24 de noviembre de 2012 - 1 de mayo de 2020) título episcopal pro hac vice (1 de mayo de 2020 - 24 de mayo de 2025)